# مطياف زمن الطيران

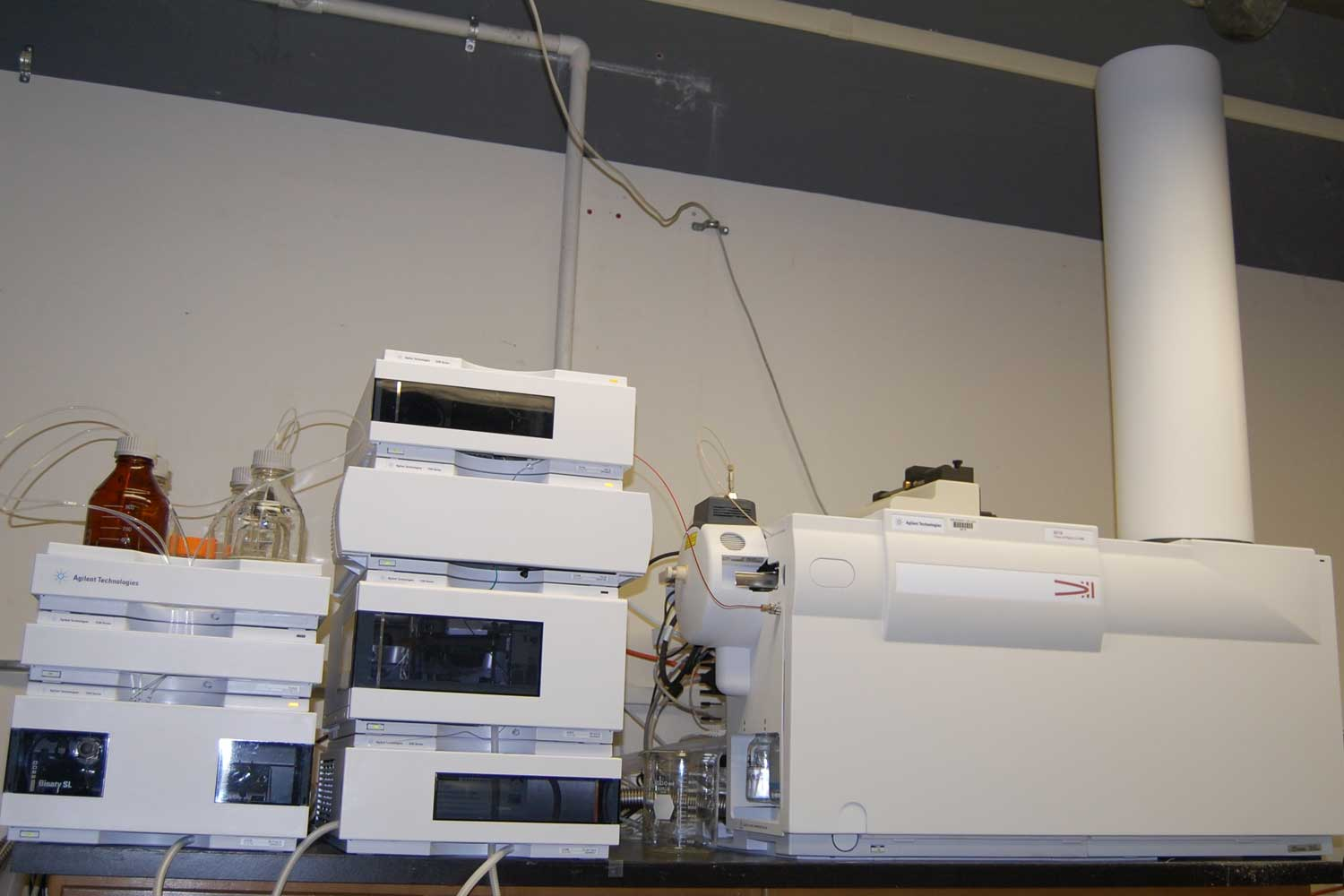
مطياف زمن الطيران موصول بمنبع أيونات ذو تأين بالإرذاذ الإلكتروني (ESI-TOF).

مطياف زمن الطيران (Time-of-flight mass spectrometry) أو اختصاراً TOF هي أحد طرق مطيافية الكتلة حيث تسرّع فيها أيونات بواسطة مجال كهربائي شدته معروفة.
ويكسب هذا التسريع الأيون نفس طاقة حركة التي يعطيها لأي أيون آخر له نفس الشحنة الكهربائية. وتعتمد سرعة كل أيون على «النسبة» بين كتلته وشحنته.
وعلى ذلك فإن الزمن الذي يستغرقه أيون للوصول إلى عداد على مسافة معروفة «س» يتناسب عكسيا مع سرعته، وفي التجربة نقوم بقياس هذا الزمن. ويعتمد هذا الزمن بالتفصيل على نسبة كتلة الأيونات إلى شحنتها (الجسيمات الأثقل «تطير» بسرعة أقل).
بقياس زمن الطيران إلى العداد ومعرفة بيانات التجربة يمكن تعيين النسبة بين كتلة الأيون وشحنته.

## النظرية

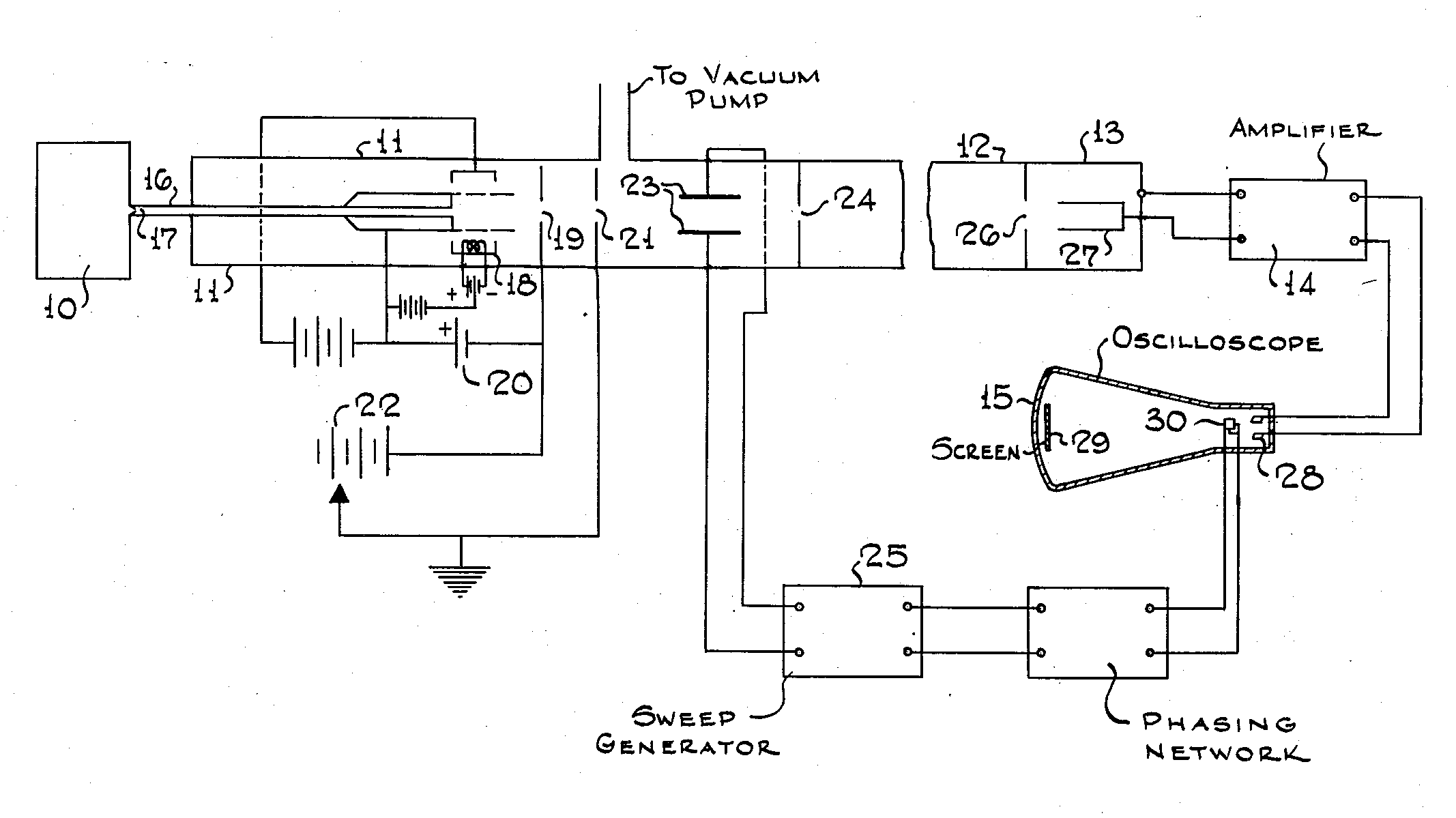
براءة اختراع الأنبوب William E. Stephens 1952 TOF patent. تخرج الأيونات من 10 وتسرع بواسطة المجال الكهربي على القطبين 19 و 21 ، ثم تسير الايونات مسافة طويلة نسبيا خالية من المجال الكهربي حتي تصل العداد 27. الأوسيلوسكوب يقيس زمن الطيران على شاشته.

تعتمد طاقة الوضع لجسيم مشحون تحت تأثير مجال كهربائي على شحنة الجسيم وشدة المجال الكهربائي المسلط عليه، طبقا للعلاقة:
{\displaystyle E_{p}=qU\,}....[1]
حيث:
Ep طاقة الوضع للجسيم،
q شحنة الجسيم،
U فرق الجهد الكهربي فولت.
وعندما يسرع الجسيم إلى صمام قياس زمن الطيران بواسطة الجهد U ، تتحول طاقة وضعه إلى طاقة حركة. وعلاقة طاقة حركة جسيم Ek بكتلته m تصفها المعادلة:
{\displaystyle E_{k}={\frac {1}{2}}mv^{2}}.... [2]
حيث v سرعة الجسيم.
وبما أن طاقة الوضع للجسيم قد تحولت إلى طاقة حركة، فهذا يعني تساوي الطاقتين، فيمكن أن نضع المعادلة التالية:
{\displaystyle E_{p}=E_{k}\,}.... ...[3]
أو
{\displaystyle qU={\frac {1}{2}}mv^{2}\,}....[4]
ولن تتغير سرعة v الجسيم المشحون بعد تسريعه حيث يتحرك في مسار خال من المجال الكهربي في أنبوب قياس زمن الطيران.
ويمكن تعيين سرعة الجسيم في أنبوب قياس زمن الطيران حيث أن مسافة مسار d الجسيم معروفة كما نعين زمن طيران الأيون t بواسطة مقياس للزمن.
ينتج من ذلك:
{\displaystyle v={\frac {d}{t}}\,}....[5]
وبالتعويض عن السرعة v من المعادلة[5] في المعادلة [4] نحصل على:
{\displaystyle qU={\frac {1}{2}}m\left({\frac {d}{t}}\right)^{2}\,}...[6]
ويمكن كتاية المعادلة [6] في الصيغة:
{\displaystyle t^{2}={\frac {d^{2}}{2U}}{\frac {m}{q}}\,}...[7]
وبحساب الجذر التربيعي للسرعة نحصل على:
{\displaystyle t={\frac {d}{\sqrt {2U}}}{\sqrt {\frac {m}{q}}}\,}.... [8]
وتحتوي تلك المعادلة عل ثابت {\displaystyle {\frac {d}{\sqrt {2U}}}} وهو لا يتغير بتغير الأيونات التي نريد دراستها. وكما نري تستطيع تعيين سرعات عدة أنواع من الأيونات بواسطة عملية تسريع واحدة، وقياس زمن وصول كل منهم إلى العداد.
وبناء على ذلك فيمكن كتابة المعادلة [8] في الصيغة التالية:
{\displaystyle t=k{\sqrt {\frac {m}{q}}}\,}....[9]
ويعتبر k ثابت يعتمد على خواص الجهاز، فهو لا يتغير.
وتبين المعادلة [9] أن زمن طيران الأيون يتغير مع الجذر التربيعي للنسبة بين كتلة الأيون إلى شحنته (m/q).

## اقرأ أيضا
- مطيافية
- مطيافية الأشعة تحت الحمراء
- مطياف الإلكترونات
- مطيافية الكتلة